# Chris Hondros
Chris Hondros (Nova Iorque, 14 de abril de 1970 - Misrata, 20 de abril de 2011) foi um fotógrafo de guerra estadunidense. Ele foi finalista duas vezes do Prémio Pulitzer de Reportagem Fotográfica e faleceu durante os conflitos na Líbia no ano de 2011.

## Líbia e morte
Em 20 de abril de 2011, foi relatado que Hondros foi mortalmente ferido em um ataque de morteiro por forças do governo em Misrata durante a cobertura da guerra civil na Líbia de 2011. O fotojornalista Tim Hetherington também foi morto no ataque, que feriu dois outros fotógrafos. O fotojornalista Guy Martin disse que o grupo estava viajando com combatentes rebeldes. De acordo com o The New York Times, Hondros morreu devido aos ferimentos como resultado de um trauma cerebral grave.

## Prêmios
- 2003: World Press Photo, Amsterdã: Menção Honrosa, Spot News[2]
- 2003: Overseas Press Club, New York: John Faber Award[3]
- 2004: Prémio Pulitzer de Reportagem Fotográfica: Finalista por seu trabalho na Libéria[4]
- 2004: Pictures of the Year International Competition, Escola de Jornalismo de Missouri: Terceira colocação e menção honrosa, "Conflict"[5]
- 2005: World Press Photo, Amsterdã: segunda colocação, Spot News[6]
- 2006: Overseas Press Club, New York: Robert Capa Gold Medal for "exceptional courage and enterprise” in his work from Iraq[7]
- 2007: American Photo magazine: nomeado "Hero of Photography" por seu trabalho no Iraque[carece de fontes?]
- 2007: Days Japan International Photojournalism Awards: First Place[carece de fontes?]
- 2008: National Magazine Awards: nomeado por seu ensaio intitulado "A Window on Baghdad"[8]